# Allan MacKinnon
Pour les articles homonymes, voir MacKinnon.
Allan MacKinnon, né en 1912 et mort en 1955, est un scénariste et un écrivain britannique, auteur de roman policier.

## Œuvre

### Romans

#### SérieBoys of Glen Morroch
- The Boys of Glen Morroch (1961)
- Crackman's Holiday (1962)

#### Autres romans
- Nine Day's Murder (1945) Publié en français sous le titre Le Dernier Whisky, Lausanne, Ditis, coll. « Détective-club » Suisse no 21, 1946 ; réédition, Paris, Ditis, coll. « Détective-club » France no 8, 1947
- Money of the Black (1946)
- House of Darkness (1947)
- Map of Mistrust (1948) Publié en français sous le titre La Sorcière grise, Paris, Librairie des Champs-Élysées, coll. « Dossiers secrets » no 192, 1957
- Sleeping Car to Trieste (1949)
- Danger by My Side (1950)
- Murder, Repeat Murder (1952)
- Red, Winged Angel (1958)
- Report from Argyll (1960)
- Assignment in Iraq (1960) Publié en français sous le titre Sur les toits de Bagdad, Paris, Librairie Arthème Fayard, coll. « L'Aventure criminelle » no 152, 1963
- Cormorant's Island (1962) Publié en français sous le titre L'Île aux cormorans, Paris, Librairie Arthème Fayard, coll. « L'Aventure criminelle » no 166, 1963
- Dead on Departure (1964)
- Man Overboard (1965)
- No Wreath from Manuela (1965), aussi paru sous le titre No Wreath for Manuela

### Scénarios
- 1938 : Mandat d'arrêt (This Man Is News), film britannique réalisé par David MacDonald
- 1939 : Let's Be Famous (en), film britannique réalisé par Walter Forde
- 1939 : Cheer Boys Cheer (en), film britannique réalisé par Walter Forde
- 1939 : This Man in Paris (en), film britannique réalisé par David MacDonald
- 1942 : Unpublished Story (en), film britannique réalisé par Harold French
- 1948 : Sleeping Car to Trieste (en), film britannique réalisé par John Paddy Carstairs
- 1949 : Vote for Huggett, film britannique réalisé par Ken Annakin
- 1952 : Chanson de Paris (Song of Paris), film britannique réalisé par John Guillermin
- 1953 : Le Saint défie Scotland Yard, film britannique réalisé par Seymour Friedman
- 1954 : La Revanche de Robin des Bois, film britannique réalisé par Val Guest
- 1956 : Behind the Headlines (en), film britannique réalisé par Charles Saunders
- 1957 : Second Fiddle (en), film britannique réalisé par Maurice Elvey